# Зосін (Ґолюбсько-Добжинський повіт)
Зосін (пол. Zosin) — село в Польщі, у гміні Збуйно Ґолюбсько-Добжинського повіту Куявсько-Поморського воєводства.
Населення — 68 осіб (2011).
У 1975-1998 роках село належало до Влоцлавського воєводства.

## Демографія
Демографічна структура станом на 31 березня 2011 року:
|          | Загалом | Допрацездатний вік | Працездатний вік | Постпрацездатний вік |
| -------- | ------- | ------------------ | ---------------- | -------------------- |
| Чоловіки | 33      | 8                  | 21               | 4                    |
| Жінки    | 35      | 6                  | 17               | 12                   |
| Разом    | 68      | 14                 | 38               | 16                   |